# Ausonok
Az ausonok ókori itáliai népcsoport, mely az Appennini-félsziget déli részén élt. Gyakran az auruncusokkal tévesztik össze őket, miután mindkét népcsoportnak valószínűleg közös a származása.
A Diodórosz által feljegyzett legendák szerint az ausonok királya (Ausonus) Odüsszeusz és Kirké fia volt. Ausonus fia Liparus volt, akiről a Lipari-szigeteket nevezték el. 
Az ausonok teljes története azonban nem ismert.
Az Appennini-félszigetre érkező görög gyarmatosítók három népcsoporttal találkoztak: ausonok, japigok és enotrik. Az ausonok indoeurópai eredetű nyelvet beszéltek és valószínűleg már az i. e. 17 században megjelentek Itáliában. Területük (Ausonia) magába foglalta a mai Lazio déli részét és Campania északi részét, egészen a Sele folyó völgyéig. Diodórosz szerint Calabria vidékén is éltek. I. e. 1270-ben az ausonok áttelepedtek Szicíliába is. 
A szamniszok ellen folytatott háborúk során Rómával szövetkeztek, aminek következtében a római légiók elpusztították Ausona, Minturnae, Vescia és Sinuessa városaikat.
Napjainkban két fontosabb ásatási területen tártak fel auson városok romjai: Calvi Risorta településen, mely Cales városa helyén épült, illetve Roccamonfinában. 

## Fordítás
- Ez a szócikk részben vagy egészben  az   Ausones című angol Wikipédia-szócikk ezen változatának fordításán alapul.  Az eredeti cikk szerkesztőit annak laptörténete sorolja fel. Ez a jelzés csupán a megfogalmazás eredetét és a szerzői jogokat jelzi, nem szolgál a cikkben szereplő információk forrásmegjelöléseként.